# Abdolkarim Sorusch

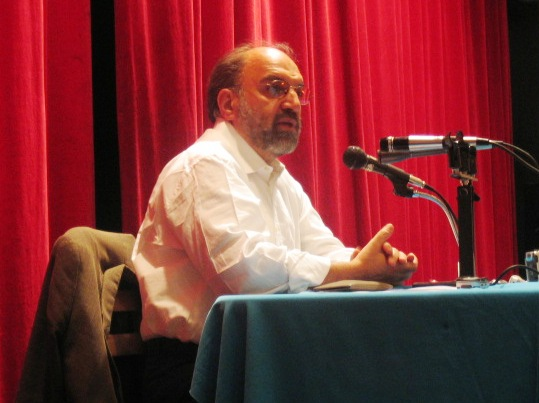
Sorusch im Oktober 2006 in der Scharif-Universität für Technologie in Teheran

Abdolkarim Sorusch (persisch عبدالكريم سروش ʿAbdulkarim Sorusch, DMG ʿAbdol-Karīm Sorūš, in englischen Publikationen Albdolkarim Soroush; * 16. Dezember 1945 in Teheran) ist ein iranischer Philosoph. Sein Klarname ist Hossein Hadsch Faradschullāh Dabbagh.

## Lebenslauf
Sorusch verbrachte seine Schulzeit in der bekannten Teheraner Privatschule Alawi, welche durch religiöse Geschäftsmänner ins Leben gerufen wurde. Die Lehrer dieser Schule waren mit der modernen Wissenschaft vertraut. Sie waren auch religiös geschult, so dass sie den Unterricht ebenso mit den religiösen wie den modernen Wissenschaften vereinbaren konnten. Sorusch erhielt hierdurch eine traditionelle islamische Ausbildung mit der Ergänzung der neuen Wissenschaften.
Sorusch studierte im Iran Pharmazie. Später ging er nach London, wo er sein Studium in analytischer Chemie vertiefte und mit einem Doktorgrad in Chemie abschloss. Zusätzlich erwarb er in den Disziplinen der Geschichte und Philosophie einen Abschluss an der Universität von Chelsea, wo er fünfeinhalb Jahre lebte. In dieser Zeit beteiligte sich Sorusch aktiv an politischen Bewegungen iranischer Studenten, die das Ziel hatten, den Schah zu stürzen.
Sorusch hielt Reden in studentischen politischen Kreisen, welche schriftlich festgehalten wurden und als Bücher erschienen. Eines dieser Bücher war Falsafeye Tarikh, zu deutsch Philosophie der Geschichte, das im Iran bekannt und als Antwort an marxistische Positionen betrachtet wurde. In einer Live-Übertragung im iranischen Fernsehen argumentierte er gegen die Ideologen der marxistischen Tudeh-Partei Ehsan Tabari und Nuruddin Kiyanuri.
In London schrieb er ein weiteres Buch mit dem Titel Nahadi-i Na Arami Jahan, zu deutsch Die Dynamische Natur des Universums. Dieses Buch liefert zwei wichtige Komponenten des Islams, nämlich Tawhid und Ma'ad, was auf den Gedanken von Mullah Sadra fußt. Dieses Buch wurde von führenden iranischen Geistlichen gelesen, unter anderem dem späteren Revolutionsführer Chomeini, Ajatollah Tabatabi und Ajatollah Motahhari. Chomeini bewertete dieses Buch als vorbildlich und als eine Bereicherung für den Islam.
Sorusch war 2005/06 Fellow am Wissenschaftskolleg zu Berlin. Während dieser Zeit hielt er einen Vortrag (An Islamic Democratic State?) zur Vereinbarkeit bzw. partiellen Unvereinbarkeit von Islam und demokratischer Herrschaft.

## Philosophisches Denken
Seine Ansicht zur islamischen Philosophie basiert auf der Unterscheidung zwischen Religion, als göttliche Offenbarung, und der Interpretation der Religion oder dem religiösen Wissen, die an sozi-historische Faktoren gebunden sind. Sorusch ist vor allem in der Wissenschaftsphilosophie, der Religionsphilosophie, im philosophischen System von Rumi und vergleichender Philosophie tätig.
Religion ist laut Sorusch aus einer epistemologischen und historischen Sicht anders als das Verstehen von Religion.
Sorusch gilt als eloquenter Intellektueller und vertritt heute eine liberale Interpretation des Korans und säkular-pluralistische Positionen. Er schrieb für die inzwischen verbotene, iranische Zeitschrift Kiyan (dt. Horizont), in der zu Beginn der 1990er Jahre der Zusammenhang zwischen Islam und Moderne diskutiert wurde. Sorusch unterrichtete u. a. 2002 in Harvard. Annemarie Schimmel, Nestorin der deutschen Islamwissenschaft und Friedenspreisträgerin des deutschen Buchhandels 1995, hatte sich in einem auf Persisch geschriebenen Brief am 21. August 1997 an den iranischen Staatspräsidenten Mohammad Chātami für Sorusch und den inzwischen exilierten Schriftsteller Faraj Sarkohi eingesetzt.

## Auszeichnungen
- 2004 Verleihung des Erasmuspreis

## Bekannte Zitate
In Iran haben wir die persische Kultur, die Religion des Islams und eine unaufhörliche Begegnung mit der Moderne.
Religion ist gerecht, Gerechtigkeit ist aber keine Religion bzw. kann keine Religion sein.

## Ausgewählte Werke

### Persisch
- Dialectical Antagonism (auf Persisch), Teheran 1978
- Philosophy of History (auf Persisch), Teheran 1978
- What is Science, what is Philosophy (auf Persisch), 11th ed. Teheran 1992
- The Restless Nature of the Universe (auf Persisch und Türkisch), reprint Teheran 1980
- Satanic Ideology (auf Persisch), 5. ed. Teheran 1994
- Knowledge and Value (auf Persisch)
- Observing the Created: Lectures in Ethics and Human Sciences (auf Persisch), 3. ed. Teheran 1994
- The Theoretical Contraction and Expansion of Religion: The Theory of Evolution of Religious Knowledge (auf Persisch), 3. ed. Teheran 1994
- Lectures in the Philosophy of Social Sciences: Hermeneutics in Social Sciences (auf Persisch), Teheran 1995
- Sagaciousness, Intellectualism and Pietism (auf Persisch), Teheran 1991
- The Characteristic of the Pious: A Commentary on Imam Ali's Lecture About the Pious (auf Persisch), 4. ed. Teheran 1996
- The Tale of the Lords of Sagacity (auf Persisch), 3. ed. Teheran 1996
- Wisdom and Livelihood: A Commentary on Imam Ali's Letter to Imam Hasan (auf Persisch), 2. ed. Teheran 1994
- Sturdier than Ideology (auf Persisch), Teheran 1994
- Political Letters (2 volumes), 1999 (auf Persisch)
- Intellectualism and Religious Conviction (auf Persisch)
- The World we live (auf Persisch und Türkisch)
- The Tale of Love and Servitude (auf Persisch)
- The definitive edition of Rumi's Mathnavi (auf Persisch), 1996
- Tolerance and Governance (auf Persisch), 1997
- Straight Paths, An Essay on religious Pluralism (auf Persisch), 1998
- Expansion of Prophetic Experience (auf Persisch), 1999

### Übersetzungen
- The Evolution and Devolution of Religious Knowledge, in: Charles Kurzman (Hrsg.): Liberal Islam. A Sourcebook, Oxford 1998, 244–251.
- Reason, Freedom and Democracy in Islam. Essential writings of Adbolkarim Soroush (übersetzt, ergänzt um eine kritische Einleitung von M. Sadri und A. Sadri), Oxford 2000.